# Бижеич, Семён Агафонович
Семён Агафонович Бижеич (1763—1838) — директор канцелярии Военного министерства, член Совета военного министра, чиновник 3-го класса.

## Биография
Родился в 1763 году. На службу определён 11 апреля 1782 года в Могилёвскую уголовную палату, где 11 апреля 1785 года был произведён в коллежские регистраторы.
16 октября 1794 года Бижеич был переведён адъютантом к Симбирскому и Уфимскому генерал-губернатору С. К. Вязмитинову, а 31 декабря того же года зачислен штатным секретарём его канцелярии. 23 февраля 1797 года произведён в коллежские асессоры и 16 сентября того же года переведён советником во Владимирское губернское правление. Прослужив полгода, он был здесь произведён в надворные советники.
10 февраля 1802 года Бижеич был назначен обер-секретарём Военной коллегии, с производством в коллежские советники. По образовании министерств, с учреждением департамента министра военных сухопутных сил, 26 февраля 1803 года был переведён в департамент экспедитором, где 13 мая 1806 года произведён в статские советники. 1 января 1810 года назначен помощником статс-секретаря Государственного совета по департаменту военных дел. В следующем году, с 12 марта, участвовал в качестве редактора в комиссии по составлению воинских уставов. 1 января 1812 года произведён в действительные статские советники, а с изданием нового учреждения министерств, 28 февраля, назначен директором общей канцелярии военного министра.
В 1815 году канцелярия была преобразована, но её директор Бижеич сохранил свою должность, которую и занимал до 10 мая 1828 года, когда был назначен членом Совета военного министра. В это же время он был произведён в чиновники 3-го класса, а по преобразовании в 1832 году Совета военного министра в Военный совет Российской империи, был оставлен за штатом и 1 января 1833 года назначен членом Комиссии прошений.
Скончался 21 июня 1838 года в Санкт-Петербурге, похоронен на Большеохтинском Георгиевском кладбище.
Многолетняя служба Бижеича в канцелярии Военного министерства, в течение которой он семь лет был экспедитором и около семнадцати лет директором канцелярии характеризуются плодотворной деятельностью на пользу этого учреждения. Бижеич отличался необыкновенной трудоспособностью и знанием дела.

## Награды
Среди прочих наград Бижеич имел ордена:
- Орден Святого Владимира 4-й степени (30 августа 1810 года)
- Орден Святой Анны 2-й степени с алмазными знаками
- Орден Святой Анны 1-й степени с алмазными знаками (6 декабря 1827 года)
- Орден Святого Владимира 3-й степени
- Орден Святого Владимира 2-й степени

## Семья
Его жена Любовь Ивановна (1770—1816), их дети:
- Илья был генерал-лейтенантом и занимал должность старшего офицера при генерал-инспекторе всей артиллерии русской армии.
- Михаил был коллежским советником и также служил чиновником в Военном министерстве.
- Мария (1798—1845), жена историка Д. И. Ахшарумова.
- Анна (1799—1864).